# Alenka Šmid
Alenka Šmid por. Mimić (z umetniškim imenom Čena), slovenska pevka zabavne glasbe in zdravstvena delavka, * 22. julij 1968
Z Matjažem Kosijem je bila članica dueta Moulin Rouge, ki ga je zapustila leta 1991 z idejo, da je dovolj velika zvezda, da se lahko uspešneje izrazi v samostojni karieri. 1992 je izdala neuspešen samostojni prvenec, ki ga je večinoma ustvaril Denis Tolja, znan kot avtor nekaterih uspešnic dua Denis & Denis, po tem se je umaknila. Prvikrat se je na glasbeno sceno vrnila leta 2000 s predelavo »Lady«, pesmi tega dueta. Kasneje se je posvetila svoji izobrazbi in družini. Njen drugi povratek se je zgodil leta 2013 z avtorsko pesmijo »Enkrat, ko boš sam«.
Diplomo (2012) in magisterij (2016) je pridobila na Visoki šoli za zdravstveno nego Jesenice (danes Fakulteta za zdravstvo Angele Boškin).
Od leta 2014 je zdravstvena sodelavka na raziskovalnem oddelku Klinike Golnik, pred tem je delala na kirurškem oddelku Splošne bolnišnice Jesenice. V okviru Golniškega simpozija je leta 2014 sodelovala na tradicionalnem strokovnem srečanju v počastitev svetovnega dneva paliativne oskrbe in hospica z naslovom »Paliativna oskrba: vnaprejšnje načrtovanje oskrbe v praksi«.

### Zasebno
Prihaja iz Lesc.

## Festivali

### Prvi glas Gorenjske
- [11]

### Melodije morja in sonca
- 1992: »Poletna topla noč« (Davor Tolja - A. Šašar - Davor Tolja)

### EMA
- 2002: »Plamen v temi« (Boštjan Groznik - Alenka Šmid - Boštjan Groznik)

## Diskografija

### Albumi
- Alenka Šmid-Čena (kaseta, ZKP RTV Slovenija, 1992) (COBISS)

### Pesmi
- »Lady« (2000)[12]
- »Jaz in ti« z Miranom Rudanom (2001)[13]
- »Potraga« (2012) (Krešimir Mimić)
- »Enkrat, ko boš sam« (2013)[4]
- »Nikoli ni dovolj« (2015) (Krešimir Mimić - Alenka Šmid Čena - Raay)
- »Valček za sprehod« (2015) (Krešimir Mimić)

## Vir in sklici
1. ↑  str. 2. Kontinuiteta zdravstvene obravnave kroničnega bolnika. Visoka šola za zdravstveno nego Jesenice. Bled, marec 2011. dostopno na spletu Arhivirano 2021-09-22 na Wayback Machine.. pridobljeno 10. novembra 2020.
2. ↑  str. 6. Gorenjski Glas. 19. junij 1987. l. 40. št. 47.
3. ↑  "Alenka Šmid-Čena". str. 11. Naš čas (21.09.2000), letnik 36, številka 37. Dokument v zbirki Digitalne knjižnice Slovenije.
4. 1 2  "Čena". str. 13. Naš čas (30.05.2013), letnik 49, številka 21. Dokument v zbirki Digitalne knjižnice Slovenije.
5. ↑  »Razumevanje koncepta "umiranja z dostojanstvom" pri medicinskih sestrah v paliativni oskrbi : diplomsko delo visokošolskega strokovnega študijskega programa prve stopnje "zdravstvena nega"«. plus.si.cobiss.net. Arhivirano iz prvotnega spletišča dne 16. novembra 2020. Pridobljeno 10. novembra 2020.
6. ↑  »Promocija zdravja v množičnih medijih in z zdravjem povezano znanje ter stališča odraslih prebivalcev Republike Slovenije : magistrsko delo visokošolskega strokovnega študijskega programa druge stopnje Zdravstvena nega«. plus.si.cobiss.net. Pridobljeno 10. novembra 2020.[mrtva povezava]
7. ↑  str. 31. Pljučnik. september 2014. dostopno na spletu. pridobljeno 10. novembra 2020.
8. ↑  str. 30. Pljučnik. marec 2014. dostopno na spletu. pridobljeno na 10. november 2020.
9. ↑  str. 12. Pljučnik. december 2014. dostopno na spletu. pridobljeno 10. novembra 2020.
10. ↑  str. 8. Gorenjski Glas. 29. januar 1988. l. 41. št. 8.
11. ↑  »Leški kdo je kdo« (PDF). dar-radovljica.si. DAR – Digitalni arhiv Radovljica. Občina Radovljica. Pridobljeno 14. maja 2021.
12. ↑  str. 25. Gorenjski Glas. 12. september 2000. l. 53. št. 72.
13. ↑  str. 11. Gorenjski Glas. 3. julij 2001. l. 54. št. 51.

- Qeenchena pesmi na YouTube